# Heliamphora sarracenioides
Heliamphora sarracenioides är en flugtrumpetväxtart som beskrevs av Carow, Wistuba och Harbarth. Heliamphora sarracenioides ingår i släktet Heliamphora och familjen flugtrumpetväxter. Inga underarter finns listade i Catalogue of Life.